# Qormi
Qormi, dalším jménem Ħal Qormi nebo Città Pinto, je město ve středu hlavního ostrova státu Malta v Jižním regionu. V březnu roku 2014 zde žilo celkem 16 779 obyvatel, což z něj činí 5. největší sídlo na Maltě.

## Historie

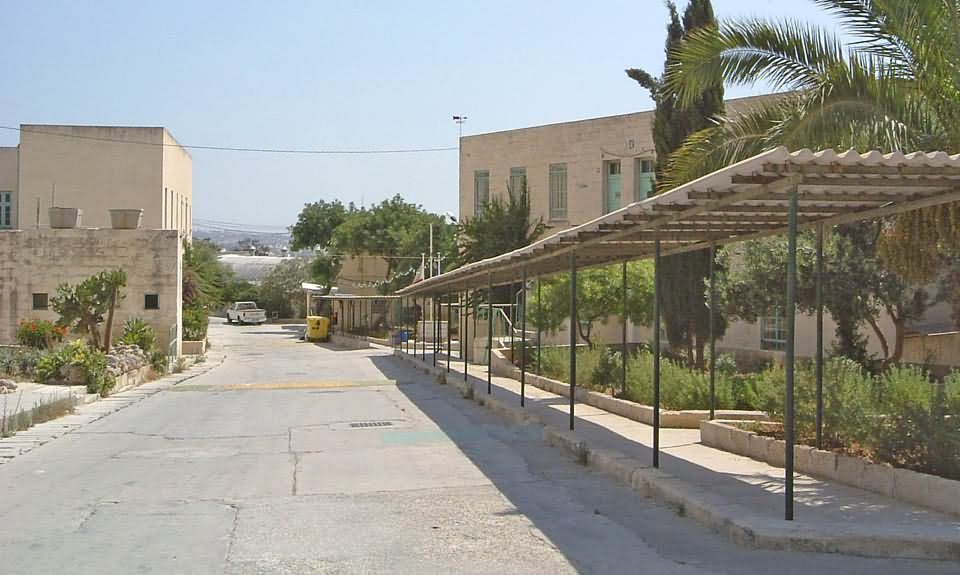
Námořní škola v Qormi

Existují náznaky, že lidé toto místo obývali již ve starověku. Byla zde nalezena keramika z doby bronzové, která indikuje přítomnost lidí již v období 1500–800 let před naším letopočtem. Byly také nalezeny důkazy osídlení z období říše římské v údolí Wied il-Kbir. Nicméně je pravděpodobné, že se celkově jednalo jen o malá společenství a osady.
Většího rozmachu a prosperity dosahuje Qormi až ve středověku a to pravděpodobně díky své blízkosti k zálivu Grand Harbour a výhodné centrální poloze na ostrově. První písemná zmínka o obci existuje z roku 1417, je zde zaznamenáno, že ve městě slouží pravidelná posádka asi 100 mužů národní gardy.
Dne 25. května roku 1743 velmistr Maltézského řádu, Manuel Pinto de Fonseca, povýšit osadu na město. Město získalo titul Città Pinto, čímž mu velmistr dal své jméno (Pinto), aby zdůraznil jeho důstojnost a význam. V tomto období byli v Qormi známí především jeho pekaři, kteří sloužili jako dodavatelé chleba většině obyvatel ostrova.
Po roce 1850 se Qormi stalo jedním z největších obydlených center na Maltě, s komfortem, jako je tekoucí voda a elektřina, které byly v této době spíše vzácností. Vzrůstá význam řemesel a obchodu, ale například i obliba koňských dostihů, jejichž zavedení a rozšíření na Maltě se připisuje právě lidem z Qormi.
Během první a druhé světové války sloužilo Qormi především jako útočiště obyvatel z prostoru Grand Harbour, který byl mimořádně těžce zasažen nálety a bojovými operacemi. Mnoho lidí z Qormi bylo zaměstnáno na několika britských základnách jako například Thessaloniki nebo základny vzducholodí známé jako Saint Sebastian.

## Osobnosti
- George Abela, maltský prezident v letech 2009–2014
- Marie Louise Coleiro Preca, maltská prezidentka v letech 2014–2019